# Borgo Nuovo (Verona)
Borgo Nuovo è un quartiere (più precisamente, una zona omogenea all'interno di Borgo Milano) nella zona Nord-Ovest della città di Verona, idealmente inserito nel triangolo Borgo Milano - Navigatori - Chievo. 

## La storia

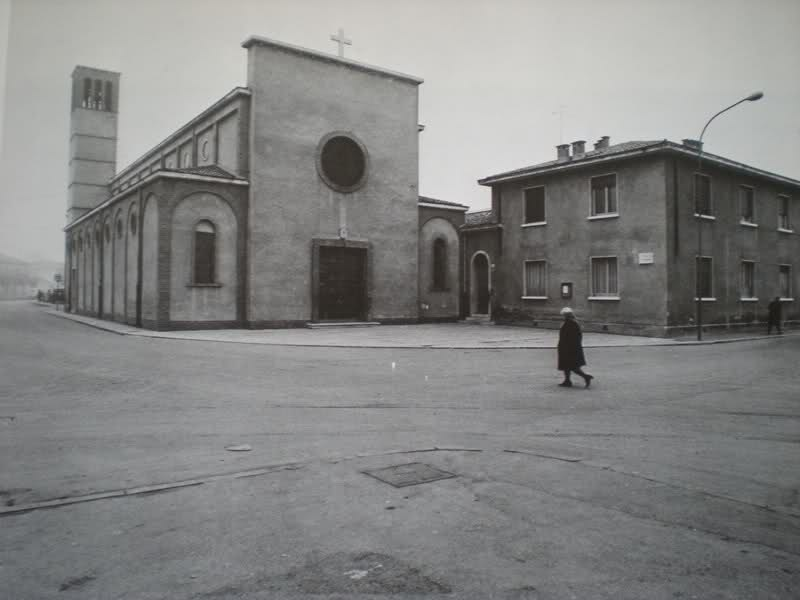
Fotografia di metà degli anni '70 del quartiere Borgo Nuovo

Il quartiere di Borgo Nuovo si formò negli anni ‘30 del 1900, partendo da un piccolo gruppo di case sorte nel 1937-38 dedicate al famoso pittore veronese Angelo Dall'Oca Bianca, che fu contributore nella realizzazione e lo inaugurò nel 1939. L'area fu subito soprannominata dagli abitanti stessi "Villaggio Dall'Oca". Al pittore è tutt'oggi dedicato il monumento a mezzo busto nella piazza principale.
L'insediamento, nell'idea originaria, doveva servire ad accogliere le famiglie degli immigrati che dovevano essere allontanate dal centro storico. Sempre per creare condizioni di vivibilità alle nuove famiglie, ed anche per mantenerle distanti dal centro storico, vennero costruiti a Borgo Nuovo anche la chiesa e un cinema. Nell'immaginario del tempo, ciò doveva servire a rendere il quartiere una zona autonoma ed autosufficiente.

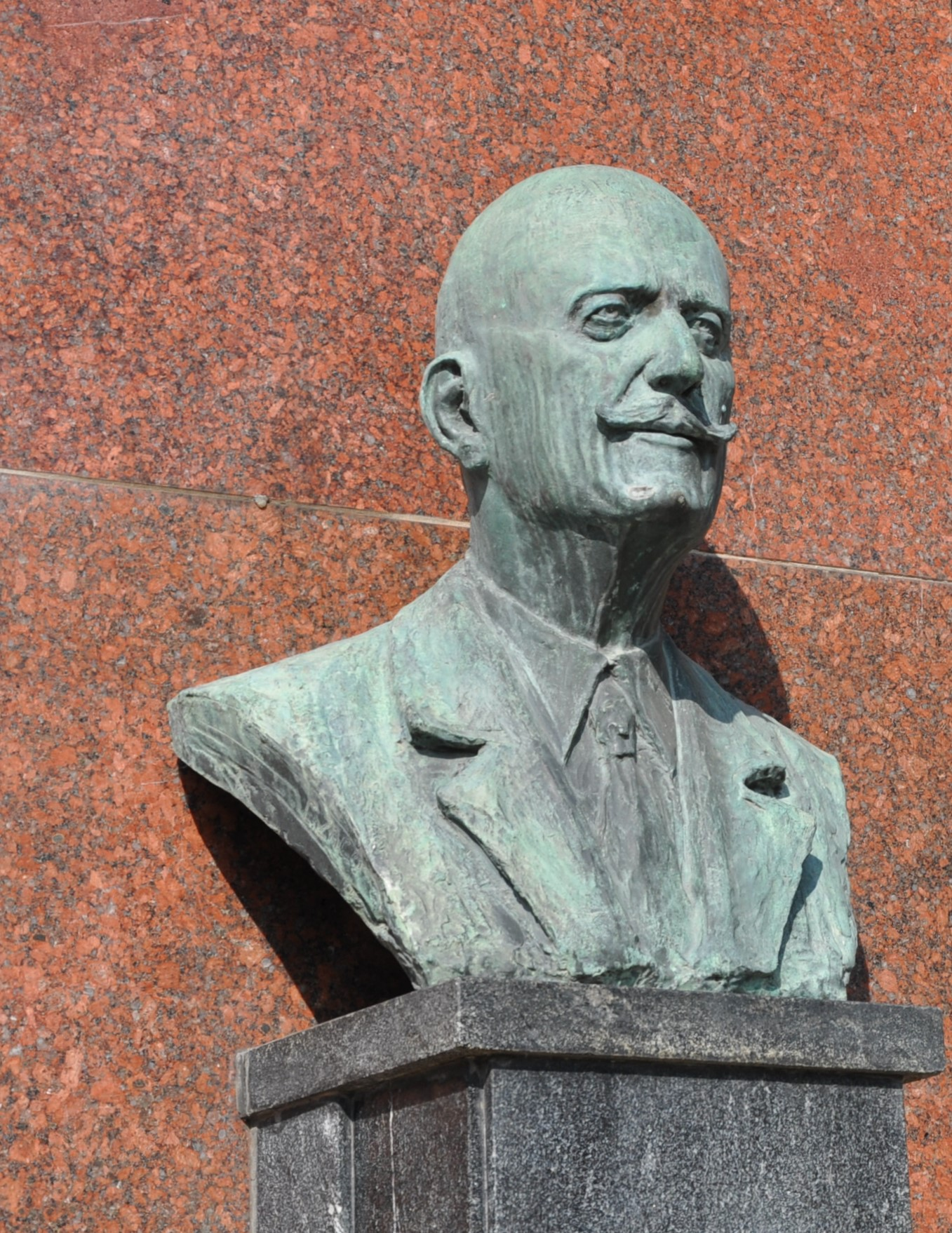
Busto del pittore Angelo Dall'Oca Bianca nella piazza di Borgo Nuovo, opera dello scultore veronese Egisto Zago

Proprio a causa del processo di ghettizzazione in atto, il Villaggio Dall'Oca acquistò la nomea di zona malfamata, abitata prevalentemente da straccivendoli e disoccupati, e fu solo dopo il 1952 che l'amministrazione comunale costruì nuovi numerosi alloggi, distribuiti in 11 edifici a due piani con ballatoio esterno e dotati di 2/3 vani ciascuno. Si trattava delle “Case Minime” o "Case di Passaggio" per sfrattati, luoghi non adatti alla creazione stabile di nuclei famigliari, ma atte a fornire rifugio temporaneo ai senza tetto. Nell'anno santo del 1950 furono fuse le 6 Campane alla veronese in tonalità di La3.
Negli anni successivi, a causa della scarsità dei servizi e dell'espansione dell'edilizia pubblica, si rese impossibile la valorizzazione delle case e il Villaggio Dall'Oca divenne un vero e proprio quartiere dormitorio. Fu solamente con gli anni '90 del secolo scorso che iniziò un lento processo di valorizzazione, portato avanti non solo dagli interventi comunali quanto anche dal naturale ingrandimento della città di Verona. In pratica, servivano nuove zone in cui espandere Verona per non accalcare i cittadini nel centro storico o nei quartieri già esistenti, evitando così problemi di sovrappopolazione.
La piazza principale di Borgo Nuovo si presenta, quindi, completamente diversa: il suolo è interamente costruito in tessere di porfido, in leggera inclinazione verso la fontana che troneggia nel mezzo. Dietro alla fontana si presenta un monumento bronzeo dedicato ai caduti di guerra: va ricordato che Borgo Nuovo fu un avamposto dell'esercito nazista durante la seconda guerra mondiale, nella zona infatti furono rinvenuti i bunker utilizzati dalle SS. Nell'era moderna, invece, la piazza è delimitata ad ovest dal neonato centro di incontro e dalla scuola materna comunale, a nord da un complesso che include l'ufficio postale e la sede di varie associazioni (tra cui il Gruppo Alpini dell'A.N.A.), a est dalla chiesa e a sud da un complesso immobiliare di abitazioni e piccoli negozi. Vi si può accedere dalla via principale di Borgo Nuovo, che lo taglia trasversalmente, via Selinunte, oltre che da Via Taormina, da Via Trapani o da Via Gela.
La piazza Dall'Oca è sicuramente un elemento essenziale nella vita di Borgo Nuovo: oltre ad essere sede della sagra popolare ogni ultimo fine settimana di maggio, è anche un costante punto di riferimento per tutti gli abitanti della zona.
Nel mese di febbraio 2022 sono cominciati i lavori di riqualificazione della piazza, che hanno comportato l'eliminazione della fontana e il rifacimento del suolo. I lavori sono terminati a giugno dello stesso anno e, oltre alle modifiche descritte, hanno incluso anche l'allargamento dei percorsi pedonali, il rifacimento dei sottoservizi, il miglioramento dell'illuminazione pubblica, l'installazione di nuove panchine e videocamere di sorveglianza. Inoltre sono stati completamente ristrutturati il sagrato della chiesa, utilizzando la pietra bianca, ed i monumenti ai Caduti e al pittore fondatore del quartiere, Angelo Dall'Oca Bianca.

## Gli edifici storici
Fra gli edifici di rilevanza storica a Borgo Nuovo, si ricordano:
- Palazzi di Via Erice: edifici di edilizia pubblica oggetto di ristrutturazione. Questi edifici rientrano oggi nel programma di sperimentazione per le abitazioni ecosostenibili.
- Case di Passaggio: abitazioni temporanee per i senzatetto, costruite fra il 1952 e il 1954 e demolite nel 2006. Tutt'oggi sono oggetto di ricostruzione e rivalorizzazione.
- Cinema/Teatro: costruito negli anni '50 del secolo scorso, oggi è in completo stato di degrado. È in corso un piano di rivalutazione per la creazione di uno spazio teatrale.
- Casette di via Agrigento: complesso abitativo costituito da piccole case monofamiliari, ricostruite interamente negli anni post-2000 per fare spazio a nuove abitazioni per i servizi sociali e non.